# Firefox (película)
Firefox, el arma definitiva (título original: Firefox) es una película de acción estadounidense de 1982 y fue producida y dirigida por Clint Eastwood. Está protagonizada por Clint Eastwood, Freddie Jones, David Huffman, Warren Clarke, Kenneth Colley y Ronald Lacey en los papeles principales y está basada en la novela homónima publicada en 1979 por Craig Thomas.

## Argumento

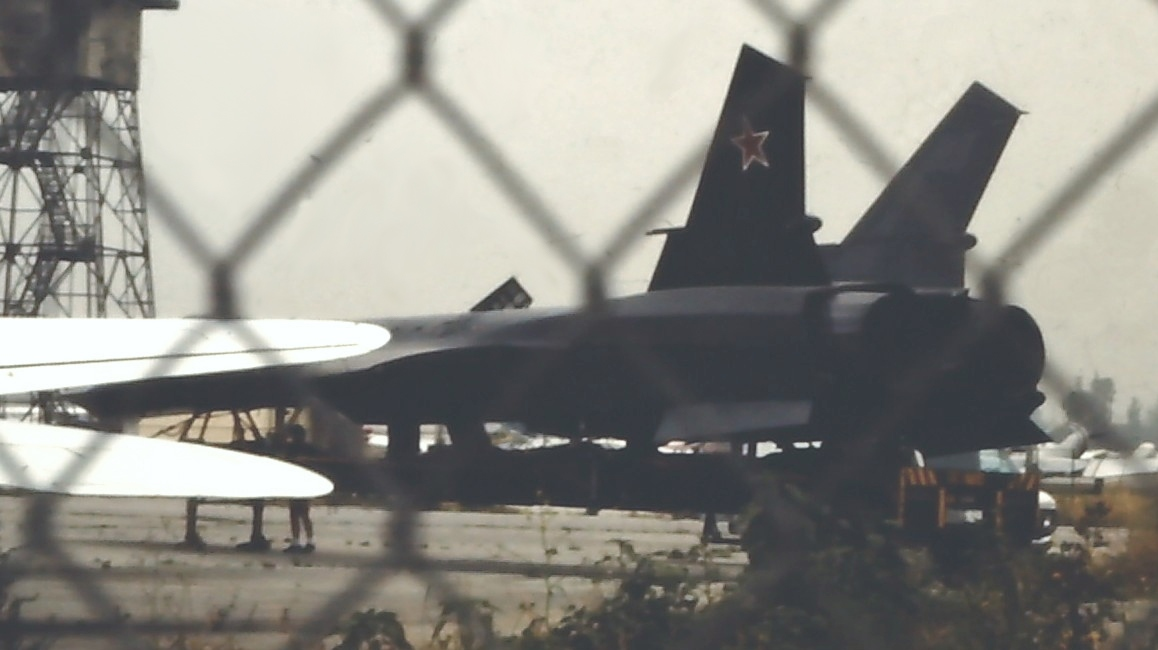
Vista trasera del modelo utilizado

La Unión Soviética ha creado en secreto un nuevo avión de guerra revolucionario: el MIG-31 "Firefox", puede alcanzar Mach 6. Según lo propuesto por sus fabricantes, es el más moderno del mundo, es invisible al radar y da al piloto la posibilidad de controlar la nave mentalmente con un casco controlado por computadora. 
El Pentágono está muy preocupado, y por ello, recluta a un piloto —el mayor Mitchell Gant (Clint Eastwood)— para investigar y robarlo, ya que además de ser uno de los mejores pilotos de la Fuerza Aérea de los Estados Unidos, es descendiente de rusos, habla el idioma ruso y a diferencia de otros pilotos de combate, puede controlar mentalmente la nave, porque solo puede actuar cuando el piloto piensa en ruso. El propósito del robo es estudiar al avión para después poder combatirlo con eficacia, fabricar a su contraparte o equivalente en Estados Unidos. 
Con la ayuda de una organización de disidentes soviéticos, infiltrados en el país desde hace muchos años, Gant puede entrar en la Unión Soviética como turista, ser recibido, lo ocultan, respaldan, pueden sortear las vallas políticas y sociales de la potencia comunista (como la estricta prohibición de fumar en lugares públicos), para luego llegar hasta un lugar remoto del país, infiltrar la base donde está el avión y recibir de ellos, instrucciones de cómo utilizarlo, con la ayuda complementaria de algunos científicos, también disidentes trabajando en el proyecto y poder robarlo.   
Después del éxito de esa parte de la operación, él se infiltra en la base como un piloto de pruebas, logra subir al avión para un vuelo de pruebas, robar el primer Firefox y pretende seguidamente volar con el avión hacia Estados Unidos, según un plan tejido por el Pentágono, simulando viajar a Europa, pero luego cambia su curso al norte para llegar desde Canadá. 
Pero tras la sorpresa inicial, el alto mando soviético está decididos a evitarlo. Para ello, el mismo primer ministro soviético ordena en persona al verdadero piloto del MIG que persiga y destruya al avión robado, por eso hacen volar a un segundo avión gemelo del que ha sido robado, que había construido como reserva y seguir haciendo pruebas de vuelo, para seguirlo, encontrarlo y destruirlo.  
Sabiendo que no puede volar hacia el suroeste, hacia territorio de la OTAN, porque el escudo antiaéreo soviético le esperará allí, Gant vuela según el plan convenido, hacia el norte pese a ser un viaje más largo y teniendo que ahorrar combustible reduciendo la velocidad del avión, para ello y aprovechándose del hecho que el avión es invisible para el radar, simula volar cerca de un avión de pasajeros, para ser identificado por el gobierno soviético, entonces cambia su ruta de vuelo, se dirige hacia una base estadounidense en el Polo norte para recargar combustible, ahora está volando bajo sobre el mar, pero es interceptado por un barco de guerra, ataca con éxito un helicóptero de reconocimiento de la armada soviética, operando desde un barco de guerra, pero el Alto Mando comunista, se entera de ello y envía también el otro avión hacia la zona al norte del país.  
Una vez que llega al mar Blanco, en el casquete polar, un submarino estadounidense, posicionado allí por órdenes del Pentágono, espera el aterrizaje de Gant y una vez puesto en hielo plano, lo reabastece de combustible, activando un ingenioso plan de distracción, el submarino había informado al mando naval soviético, que estaba allí para recoger muestras de fenómenos meteorológicos. 
Una vez que el avión es abastecido de combustible, Gant enciende el avión para llevarlo a los Estados Unidos, pero el MIG-31 de reserva, volando directamente al norte, lo encuentra, puesto que podía ser abastecido de combustible en el aire con otros aviones cisterna de combustible, se inicia un duelo entre ambos aviones de combate, volando entre montañas y glaciares, Gant por un momento empieza a perder el control del avión, incluso le hace perder altura y activar sus trenes de aterrizaje para descender, pero recuerda lo que el disidente le recomendó, pensar en el idioma ruso y al hacerlo, la computadora activa las defensas antiaéreas del avión y sale victorioso destruyendo así al avión gemelo, que lo perseguía para interceptarlo. Después de ello él dirige el avión a su ruta planeada y vuelve a los Estados Unidos.

## Reparto

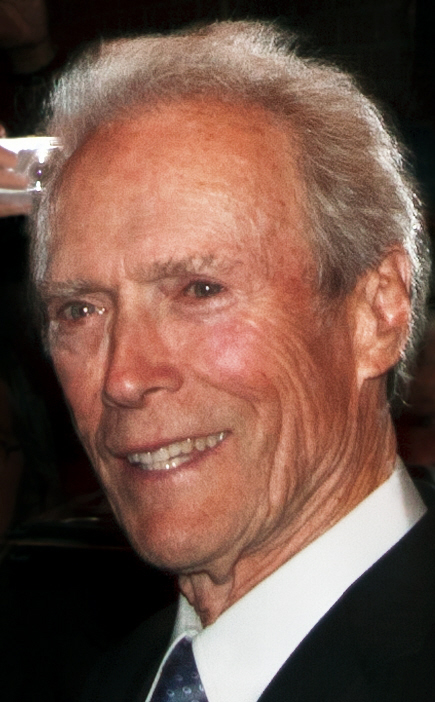
Clint Eastwood

- Clint Eastwood - Mayor Mitchell Gant
- Freddie Jones - Kenneth Aubrey
- David Huffman - Capitán Buckholz
- Warren Clarke - Pavel Upenskoy
- Ronald Lacey - Dr. Semelovsky
- Kenneth Colley - Coronel Kontarsky
- Klaus Löwitsch - General Vladimirov
- Nigel Hawthorne - Dr. Pyotr Baranovich
- Stefan Schnabel - Primer Secretario
- Thomas Hill - General Brown
- Kai Wulff - Teniente Coronel Voskov

## Producción
Tras leer la novela de Craig Thomas, Clint Eastwood adquirió los derechos y se embarcó en la producción de esta película.
Para hacer la película se construyeron un total de 9 modelos del Mig 31 "Firefox": seis de ellos eran miniaturas para la filmación; dos eran capaces de volar, y otro, un modelo a escala real. Adicionalmente, debido a que el papel principal en la película requería que el protagonista debía hablar también algo de ruso, Clint Eastwood se preparó estudiando ruso con recursos proporcionados por el Instituto de Idiomas de Defensa del Ejército de EE. UU. para poder hacer ese papel.
Una vez el presupuesto de 21 millones de dólares estuvo asegurado, de los cuales se destinó 20 a los efectos especiales, el rodaje empezó. La obra cinematográfica se filmó entonces correspondientemente al principio de la película en los exteriores de Montana. También se rodó en Austria, California, Londres y en la base aérea de Thule, en Groenlandia.

## Recepción
La película fue producida durante una de las últimas etapas de la Guerra Fría y tiene por ello un cierto propagandismo antisoviético, propio de la mentalidad del momento. La producción cinematográfica fue un éxito comercial y eso favoreció la publicación de una segunda parte de la novela, "Firefox Down", que el autor, en su gratitud, dedicó en sus primeras ediciones a Clint Eastwood.